# Grosrouvre
Grosrouvre település Franciaországban, Yvelines megyében. Lakosainak száma 901 fő (2022. január 1.). Grosrouvre La Queue-les-Yvelines, Galluis, Gambais, Gambaiseuil, Méré, Millemont, Montfort-l’Amaury és Saint-Léger-en-Yvelines községekkel határos.

## Népesség
A település népességének változása:
| Lakosok száma | 961  | 913  | 947  | 915  | 908  | 900  | 892  | 895  | 901  |
|               | 2013 | 2015 | 2016 | 2017 | 2018 | 2019 | 2020 | 2021 | 2022 |